# Amir Khusrow

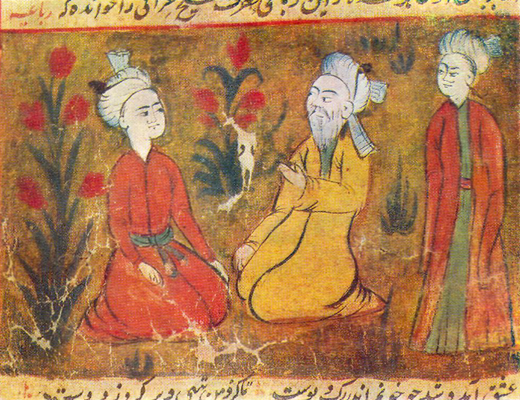
Amir Khusrow onderwijst zijn leerlingen; afbeelding door Husayn Bayqarah

Ab'ul Hasan Yamīn ud-Dīn Khusrow (1253-1325) (Urdu: ابوالحسن یمینالدین خسرو, Hindi: अबुल हसन यमीनुद्दीन ख़ुसरौ), beter bekend als Amīr Khusrow (ook Khusrau, Khusro) Dehlawī, was een Indiaas musicus, geleerde, en dichter. Hij geldt als een icoon binnen de culturele historie van het Indisch Subcontinent. Hij wordt gezien als vader van de qawwali, de muziek van het soefisme in India.
Khusrow schreef zijn gedichten in het Perzisch en Hindoestani. Hij verrijkte de Hindoestaanse muziek door er elementen van Perzische en Arabische muziek aan toe te voegen.

## Biografie
Amir Khusrow werd geboren in Patiali in het noorden van India. Zijn vader, Amīr Sayf ud-Dīn Mahmūd, kwam uit Balch. Hij stierf in 1260, waarna Khusrow naar zijn moeder naar Delhi gestuurd werd. In 1271 voltooide Khursrow zijn eerste dichtbundel (diwan), Tuhfatus-Sighr. Een jaar later werd hij officieel hofdichter van Malik Chhajju, neef van Ghiyasuddin Balban.
Ook Balbans zoon, Bughra Khan, toonde interesse in Khusrows gedichten. In 1279 schreef Khursrow zijn tweede diwan, Wastul-Hayat, en bezocht hij Bengalen. In 1281 bezocht hij samen met sultan Mohammed Multan. In 1285 nam Khusrow als soldaat deel aan de strijd tegen de Mongolen.
In 1288 voltooide Khusrow zijn eerste Masnawī, Qiranus-Sa'dain, en in 1290 zijn tweede, Miftahul Futooh. Zijn derde diwan, Ghurratul-Kamal, werd voltooid in 1294.
In 1325 stierf Khusrow. Hij ligt begraven in de Nizamuddin Dargah.
In totaal diende Khursrow onder zeven heersers van het Sultanaat van Delhi. In Noord-India en Pakistan worden vandaag de dag nog veel raadsels, liederen en legendes aan hem toegeschreven. Zijn liederen worden nog steeds gezongen in soefismeschrijnen.